# Kanton Velay volcanique
Velay volcanique  is een kanton van het Franse departement Haute-Loire. Het kanton maakt deel uit van het arrondissement Le Puy-en-Velay .

In 2019 telde het 10.919 inwoners.

Het kanton werd gevormd ingevolge het decreet van 17 februari 2014 met uitwerking op 22 maart 2015, met Cussac-sur-Loire als hoofdplaats.

## Gemeenten
Het kanton omvat volgende 23 gemeenten, afkomstig van  de opgeheven kantons  Pradelles (alle 11), Solignac-sur-Loire (alle 5), Cayres (6) en Saugues (1) : 
- Alleyras
- Arlempdes
- Bains
- Barges
- Le Bouchet-Saint-Nicolas
- Le Brignon
- Cayres
- Costaros
- Cussac-sur-Loire
- Lafarre
- Landos
- Ouides
- Pradelles
- Rauret
- Saint-Arcons-de-Barges
- Saint-Christophe-sur-Dolaison
- Saint-Étienne-du-Vigan
- Saint-Haon
- Saint-Jean-Lachalm
- Saint-Paul-de-Tartas
- Séneujols
- Solignac-sur-Loire
- Vielprat